# Ameghinoa
Ameghinoa là một chi thực vật có hoa trong họ Cúc (Asteraceae).

## Loài
Chi Ameghinoa gồm các loài: